# Djihad Bizimana
Pour les articles homonymes, voir Bizimana.
Djihad Bizimana, né le 12 décembre 1996 à Gisenyi au Rwanda, est un footballeur international rwandais qui joue au poste de milieu défensif à Al-Ahli SC

## Biographie

### En club
En avril 2018, Djihad Bizimana s'engage avec le club belge de Waasland-Beveren. Ce transfert vers le club belge entre en compte pour la saison 2018-2019.
Le 6 février 2025, Bizimana a signé un contrat de deux ans avec Al Ahli SC pour un montant non divulgué.

### En équipe nationale
Il reçoit sa première sélection en équipe du Rwanda le 29 mars 2015, en amical contre la Zambie (défaite 2-0).
Il participe ensuite en fin d'année à la Coupe CECAFA des nations 2015 organisée en Éthiopie. Lors de cette compétition, il joue six matchs. Le Rwanda s'incline en finale contre l'Ouganda.
Par la suite, il dispute le championnat d'Afrique des nations 2016, la Coupe CECAFA des nations 2017, et le championnat d'Afrique des nations 2018.